# Mark Bradshaw
Mark Daniel Bradshaw (Happy Camp, 12 de mayo de 1962) es un deportista estadounidense que compitió en saltos de trampolín. Ganó dos medallas de plata en los Juegos Panamericanos, en los años 1991 y 1995.

## Palmarés internacional
| Juegos Panamericanos | Juegos Panamericanos      | Juegos Panamericanos | Juegos Panamericanos |
| Año                  | Lugar                     | Medalla              | Prueba               |
| -------------------- | ------------------------- | -------------------- | -------------------- |
| 1991                 | La Habana (Cuba)          | Medalla de plata     | Trampolín 3 m        |
| 1995                 | Mar del Plata (Argentina) | Medalla de plata     | Trampolín 3 m        |